# Glaucina ignavaria
Glaucina ignavaria är en fjärilsart som beskrevs av Richard F. Pearsall 1906. Glaucina ignavaria ingår i släktet Glaucina och familjen mätare. Inga underarter finns listade i Catalogue of Life.